# اسفنگوزین
اسفنگوزین (به انگلیسی: Sphingosine) یک ترکیب شیمیایی با شناسه پاب‌کم ۱۱۰۴ است.

## نگارخانه